# Senyora Fujitsubo
La Senyora Fujitsubo (en japonès 藤壺) és l'amant del Príncep Genji, i un dels personatges ficticis de l'obra de Murasaki Shikibu Genji Monogatari (Japó, segle XI).